# 1992 في باكستان
فيما يلي قوائم الأحداث التي وقعت خلال عام 1992 في باكستان.

## ظهور
- 1 يناير – حركة تطبيق الشريعة المحمدية

## مواليد

### يناير
- 3 يناير – سلمان أكبر لاعب هوكي حقل باكستاني.

### يوليو
- 9 يوليو – محمد عادل لاعب كرة قدم باكستاني.

### أغسطس
- 6 أغسطس – فيصل إقبال لاعب كرة قدم باكستاني.

### ديسمبر
- 13 ديسمبر – أحسان الله لاعب كرة قدم باكستاني.

## وفيات

### نوفمبر
- 3 نوفمبر – بريم ناث (مواليد 1926) ممثل هندي.